# Jakob Fredrik Geijer
Jakob Fredrik Geijer, född 1 september 1823 i Brattfors församling, Värmlands län, död 8 februari 1881 i Filipstads församling, Värmlands län, var en svensk bruksägare och riksdagsman. Jakob Fredrik Geijer var av släkten Geijer.
Geijer var bruksägare i Värmland. Han var även politiker och ledamot av riksdagens andra kammare.